# Callicebus modestus
El tití del río Beni o lucachi (Callicebus modestus) es una especie de primate platirrino del género Callicebus endémico en Bolivia.

## Distribución
En Bolivia habita en un área muy restringida de 1800 km², en la cuenca alta del río Beni, un afluente del río Madeira. Solo existe al este del río Beni, al occidente del río Manrique al suroeste del departamento de Beni. La distribución de Callicebus olallae se superpone al de C. modestus, sin embargo, ambas especies parecen ocupar diferentes tipos de hábitats.

## Descripción
La fórmula dental en {\displaystyle {\tfrac {2.1.3.3}{2.1.3.3}}} en ambos maxilares. La cola no es de tipo prensil. La parte dorsal y los flancos son de color marrón o rojizo a excepción de los mechones blancuzcos de las orejas. la frente y la superficie interna de las extremidades varía del rojizo al marrón. Las manos y pies son de color negruzco o negro-rojizo y la cola es negro-marrón, más obscura que el dorso.
Este tití tiene hábitos diurnos y es arborícola; se moviliza a través del sotobosque caminando en cuatro patas o saltando.

## Estado de conservación
La especie se encuentra catalogada como en peligro de extinción debido a su distribución muy restringida (muy inferior a 5000 km²). Adicionalmente, su distribución se encuentra fragmentada y existe un continuo deterioro de su hábitat causado por la destrucción del bosque con la finalidad de habilitar terreno apto para la agricultura y ganadería.